# Mistrzostwa Europy w Wioślarstwie Kobiet 1963
53. Mistrzostwa Europy w Wioślarstwie (kobiet) odbyły się w dniach 6–8 września 1963 r. w radzieckiej Moskwie. Zgodnie z programem mistrzostw rozegrano 5 konkurencji wioślarskich (wyłącznie dla kobiet). Zawodniczki rywalizowały na zbiorniku w podmoskiewskich Chimkach, stanowiącym część kanału imienia Moskwy. 
Organizację oddzielnych Mistrzostw Europy w Wioślarstwie Mężczyzn 1963 przejęła duńska Kopenhaga. 

## Medalistki
| Konkurencja                           | Złoto | Czas    | Srebro | Czas    | Brąz | Czas    | Źródło      |
| ------------------------------------- | --- | ------- | --- | ------- | --- | ------- | ----------- |
| W1x (jedynka)                         | Galina Konstantinowa | 3:27.70 | Renée Camu | 3:30.11 | Erzsébet Mózer | 3:42.19 | [ 2 ]       |
| W2x (dwójka podwójna)                 | ZSRR Maija Pumpura · Daina Mellenberga | 3:27.05 | NRD Hannelore Göttlich · Christiane Münzberg | 3:28.83 | Węgry Anna Domonkos · Mária Pekanovits | 3:36.25 | [ 3 ] [ 4 ] |
| W4x+ (czwórka podwójna ze sternikiem) | ZSRR Aino-Eliise Pajusalu · Zoja Rakicka · Nelli Czernowa · Wiera Aleksiejewa · Tamara Iwanowa (sternik)                                                                                           | 3:21.15 | NRD Renate Boesler · Antje Thiess · Brigitte Pohl · Monika Sommer · Ursula Jurga (sternik)                                                                   | 3:21.80 | Węgry Mária Fekete · Józsefné Raskó · Zsuzsanna Szappanos · Katalin Szendey · Margit Komornik (sternik)                                                                                | 3:21.98 | [ 5 ] [ 4 ] |
| W4+ (czwórka ze sternikiem)           | ZSRR Nina Szamanowa · Ełła Siergiejewa · Walentina Tieriechowa · Nadieżda Tubierosowa · Walentina Timofiejewa (sternik)                                                                            | 3:28.71 | Rumunia Iuliana Bulugioiu · Florica Ghiuzelea · Emilia Rigard · Ana Tamaș · Ștefania Borisov (sternik)                                                       | 3:31.54 | Czechosłowacja Marta Brožová · Soňa Bauerová · Jana Knířová · Julie Suchá · Karla Ksandrová (sternik)                                                                                  | 3:36.10 | [ 6 ]       |
| W8+ (ósemka)                          | ZSRR Ałła Pierworukowa · Irena Bačiulytė · Sofija Korkutytė · Leokadija Semaško · Aldona Margenytė · Rita Tamašauskaitė · Stanislava Bubulytė · Genovaitė Strigaitė · Nina Griszczenkowa (sternik) | 3:12.75 | NRD Barbara Müller · Helga Ammon · Brigitte Amm · Ingrid Graf · Hilde Amelang · Ute Gabler · Brigitte Rintisch · Marianne Mewes · Elfriede Boetius (sternik) | 3:16.49 | Rumunia Viorica Moldovan · Ecaterina Trancioveanu · Mária Trinks · Mărioara Stoian · Mariana Limpede · Cornelia Vladut · Ecaterina Oroș · Olimpiada Bogdan · Angela Păunescu (sternik) | 3:18.90 | [ 7 ] [ 4 ] |

## Klasyfikacja medalowa
| Miejsce | Reprezentacja  | Złoto | Srebro | Brąz | Razem |
| ------- | -------------- | ----- | ------ | ---- | ----- |
| 1.      | ZSRR           | 5     | 0      | 0    | 5     |
| 2.      | NRD            | 0     | 3      | 0    | 3     |
| 3.      | Rumunia        | 0     | 1      | 1    | 2     |
| 4.      | Francja        | 0     | 1      | 0    | 1     |
| 5.      | Węgry          | 0     | 0      | 3    | 3     |
| 6.      | Czechosłowacja | 0     | 0      | 1    | 1     |
| Razem   | Razem          | 5     | 5      | 5    | 15    |